# برکنریج، شهرستان سنگامون، ایلینوی
برکنریج (به انگلیسی: Breckenridge) یک منطقهٔ مسکونی در ایالات متحده آمریکا است که در شهرستان سانگامون، ایلینوی واقع شده‌است. برکنریج ۱۷۸٫۹۲ متر بالاتر از سطح دریا واقع شده‌است.